# Liste des sénateurs de l'Hérault
Liste des sénateurs de l'Hérault

## Sénateurs actuels l'Hérault(mandature 2020-2026)
| Identité          | Parti | Parti | Date d'élection | Autres mandats                           |
| ----------------- | ----- | ----- | --------------- | ---------------------------------------- |
| Hussein Bourgi    |       | PS    | 2020            | Conseiller régional d'Occitanie          |
| Henri Cabanel     |       | DVG   | 2014            | Conseiller municipal de Servian          |
| Jean-Pierre Grand |       | LR    | 2014            | Conseiller municipal de Castelnau-le-Lez |
| Christian Bilhac  |       | PRG   | 2020            | Ancien maire de Péret                    |

## Sénateurs de l'Héraultsous laIVeRépublique
- Joseph Aussel de 1946 à 1948
- Joseph Lazare de 1946 à 1948
- Jean Bène de 1946 à 1959
- Édouard Barthe de 1948 à 1949
- Émile Claparède de 1948 à 1959
- Jean Péridier de 1949 à 1959

## Sénateurs de l'Héraultsous laIIIeRépublique
- Eustache Bonafous de 1876 à 1879
- Marie Théophile de Rodez-Benavent de 1876 à 1879
- Jules Pagézy de 1876 à 1879
- Jean Bazille de 1879 à 1888
- Charles Griffe de 1879 à 1895
- Jean Combescure de 1879 à 1897
- Eugène Lisbonne de 1888 à 1891
- Jean Galtier de 1891 à 1904
- Élisée Déandréis de 1895 à 1906
- Ernest Perréal de 1897 à 1906
- Jules Razimbaud de 1904 à 1915
- Casimir Delhon de 1906 à 1920
- Louis Nègre de 1906 à 1920
- Louis Lafferre de 1920 à 1924
- Paul Pelisse de 1920 à 1938
- Marius Roustan de 1920 à 1940
- Camille Reboul de 1924 à 1939
- Pierre Masse de 1939 à 1940
- Auguste Albertini de 1939 à 1940